# Славні хлопці
«Сла́вні хло́пці», або «Круті́ хло́пці» (англ. Goodfellas) — американський фільм режисера Мартіна Скорсезе 1990 року. Екранізація нон-фікшн книги Ніколаса Піледжі «Wiseguy» 1985 року. У головних ролях Роберт Де Ніро, Рей Ліотта, Джо Пеші, Лоррейн Бракко та Пол Сорвіно. Фільм заснований на реальних подіях і розповідає про злет і падіння мафіозі Генрі Хілла, його друзів і сім'ї з 1955 по 1980 рік.
Прем'єра фільму «Славні хлопці» відбулася на 47-му Венеційському кінофестивалі 9 вересня 1990 року, де Скорсезе був нагороджений «Срібним левом» за найкращу режисуру, а 19 вересня 1990 року фільм вийшов у прокат компанією Warner Bros. Pictures у США. Фільм був знятий з бюджетом у 25 мільйонів доларів і зібрав 47 мільйонів доларів. Після виходу на екрани, отримав широке визнання: критики на сайті Rotten Tomatoes називають його «можливо, найвищою точкою в кар'єрі Мартіна Скорсезе». Фільм був номінований на шість премій «Оскар», в тому числі на найкращий фільм і найкращу режисуру, однак нагороду отримав лише Пеші за найкращу чоловічу роль другого плану. Фільм отримав п'ять нагород BAFTA, у тому числі за найкращий фільм і найкращу режисуру. Крім того, «Славні хлопці» були названі найкращим фільмом року різними групами критиків.
Фільм «Славні хлопці» вважається одним з найкращих фільмів, коли-небудь знятих, особливо в гангстерському жанрі. У 2000 році Бібліотека Конгресу США визнала його «культурно, історично та естетично значущим» і внесла до Національного реєстру фільмів. Його зміст і стиль є предметом багатьох наслідувань та пародій.
Станом на 1 березня 2024 року займає 17-ту позицію у списку 250 найкращих фільмів за версією IMDb.

## Сюжет
Парубок з дитинства обожнює гангстерів, і його єдина мрія — стати таким як вони: їздити на швидких машинах, носити дорогі костюми і користуватися загальною пошаною, що переходить у величання. Пізніше він дійсно став гангстером, але за все в житті доводиться платити. Порушуючи правила кримінального світу, він зайнявся наркобізнесом без схвалення і без участі «сильних світу цього». Щоб уникнути розплати, він свідчить проти своїх колишніх «колег», після чого змушений змінити ім'я і назавжди зникнути.

## У ролях
| Актор                | Роль           |
| -------------------- | -------------- |
| Роберт де Ніро       | Джеймс Конвей  |
| Рей Ліотта           | Генрі Гілл     |
| Джо Пеші             | Томмі ДеВіто   |
| Лоррейн Бракко       | Карен Гілл     |
| Пол Сорвіно          | Пол Цицерон    |
| Френк Сіверо         | Френкі Карбоні |
| Тоні Дарроу          | Сонні Банз     |
| Майк Старр           | Френчі         |
| Френк Вінсент        | Біллі Баттс    |
| Чак Лоу              | Морріс Кесслер |
| Френк ДіЛео          | Тадді Цицерон  |
| Генні Янгмен         | Генні Янгмен   |
| Джина Мастроджакомо  | Дженіс Россі   |
| Кетрін Скорсезе      | мати Томмі     |
| Чарльз Скорсезе      | Вінні          |
| Сюзанн Шеперд        | мати Карен     |
| Дебі Мейзар          | Сенді          |
| Семюел Лірой Джексон | Стекс Едвардс  |
| Марго Вінклер        | Белль Кесслер  |
| Велкер Вайт          | Лоїс Берд      |
| Джеррі Вейл          | Джеррі Вейл    |
| Джулі Гарфілд        | Міккі Конвей   |
| Тобін Белл           | офіцер         |